# Hymedesmia campechiana
Hymedesmia campechiana är en svampdjursart som beskrevs av Topsent 1889. Hymedesmia campechiana ingår i släktet Hymedesmia och familjen Hymedesmiidae. Inga underarter finns listade i Catalogue of Life.